# Club Baloncesto Dominicas La Palma
El Club Baloncesto Dominicas La Palma es un club de baloncesto español con sede en Santa Cruz de La Palma y fundado en 1986. Durante sus tres temporadas en Liga EBA, compitió con el nombre de Santa Cruz de La Palma por temas de patrocinio. Actualmente compite en categorías de formación tanto masculinas como femeninas.

## Historia
Fundado en 1986 en el capitalino colegio de las Dominicas de la isla de La Palma, como club de formación de jugadores del propio colegio, no alcanza una independencia y un carácter sénior hasta el comienzo del siglo XXI. El equipo asciende a Liga EBA en la temporada 2009-10 tras quedar campeón de la 1.ª División Autonómica Canaria tanto en la Liga Regular como en los playoffs. En la Liga EBA jugó con el CB Aridane el primer derby palmero en categoría nacional de la historia. Otro partido que pasaría a la historia fue la victoria en La Palma por 77-75 ante el Tenerife Club de Baloncesto, equipo con pasado ACB. Tras la desaparición del UB La Palma y el descenso del CB Aridane,  en la temporada 2012-13 solo el equipo colegial permanece como máximo representante del baloncesto insular. Al final de esta temporada el club desciende y actualmente solo compite en categorías de formación.

### Historial Liga
| Temporada | Categoría               | Nivel | Puesto | Balance | Playoff              | Copa del Rey |
| 2008-2009 | 2ª División Autonómica  | 6     | 1.º    |         | Final final CC 3.º   |              |
| 2009-2010 | 1.ª División Autonómica | 5     | 1.º    | 18-4    | Final Four 1.º (3-0) |              |
| 2010-2011 | Liga EBA Grupo B        | 4     | 8.º    | 16-14   |                      |              |
| 2011-2012 | Liga EBA Grupo B        | 4     | 9.º    | 14-16   |                      |              |
| 2012-2013 | Liga EBA Grupo B        | 4     | 15.º   | 5-23    |                      |              |
| 2013-2016 | –                       |       |        |         |                      |              |
| 2016-2017 | 2ª División Autonómica  | 6     | 2.º    |         |                      |              |
| 2017-2025 | –                       |       |        |         |                      |              |

| Leyenda                |
| Primer Nivel Nacional  |
| Segundo Nivel Nacional |
| Tercer Nivel Nacional  |
| Cuarto Nivel Nacional  |
| Primer Nivel Regional  |

### Datos del club
- 0 Temporadas en Primer Nivel Nacional
- 0 Temporadas en Segundo Nivel Nacional
- 0 Temporadas en Tercer Nivel Nacional
- 3 Temporadas en Cuarto Nivel Nacional
  - 3 Temporadas en Liga EBA
- 1  Temporada  Primer Nivel Regional
  - 1 Temporada en 1.ª División Autonómica